# 대만 제염업의 역사

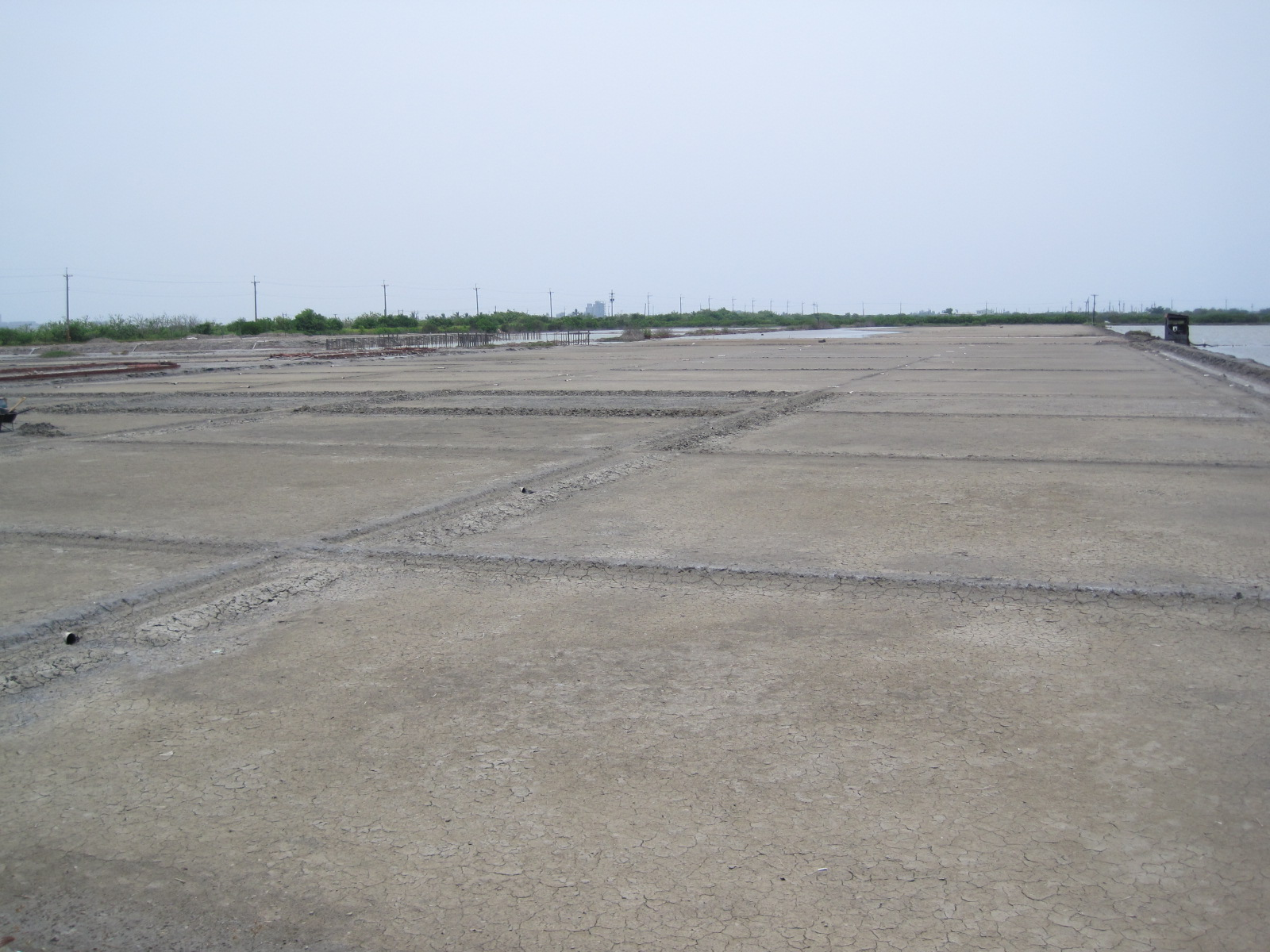
대만 타이난시 안난구에 있는 안순염전(쓰차오 습지 염전)의 모습.

대만 제염업의 역사는 근대에서부터 거슬러 올라간다. 초기에는 주민들이 바닷물을 끓여 소금을 만들었으나 네덜란드 동인도 회사가 대만에서 소금을 생산하기 위해 햇볕에 바닷물을 말리는 제염 기술을 도입하러 시도했지만 생산된 소금의 품질이 좋지 않아 대만에서 필요한 소금은 여전히 중국 대륙에서 수입해서 들여왔다. 이후 중국 명정(정씨 왕국) 시기 진영화가 천일염식 생산 방식인 '개전위쇄'(改煎為曬) 방식의 라이커우 염전(현 타이난시 난구 옌청리 남쪽)을 재건하고 나서야 2002년까지 이어지는 300여년간의 대만 제염업의 역사가 시작되었다. 타이난현 정부와 타이옌 실업(구 대만소금공사)는 2002년 7월 27-28일 양일간 당시 개관 이전이었던 소금박물관에서 "다시 만납시다! 우리 염전!"이라는 대만 제염업 300주년 기념 재건 행사를 열었다.:247 하지만 현재 대만 내 제염업은 더 이상 산업적 맥락에서의 "산업소금"이 아닌 문화관광과 소비의 맥락에서 "문화소금"으로 전환되어:251 산업적 생산은 하지 않으나 관광 프로그램 차원에서 1996년 천일염 생산이 중단되었던 난랴오 염전 생태문화촌과 2001년 생산이 중단되었던 베이먼의 짜이자오 염전에서 천일염 생산이 재개되었다.:252

## 선사 시대와 구전 시대

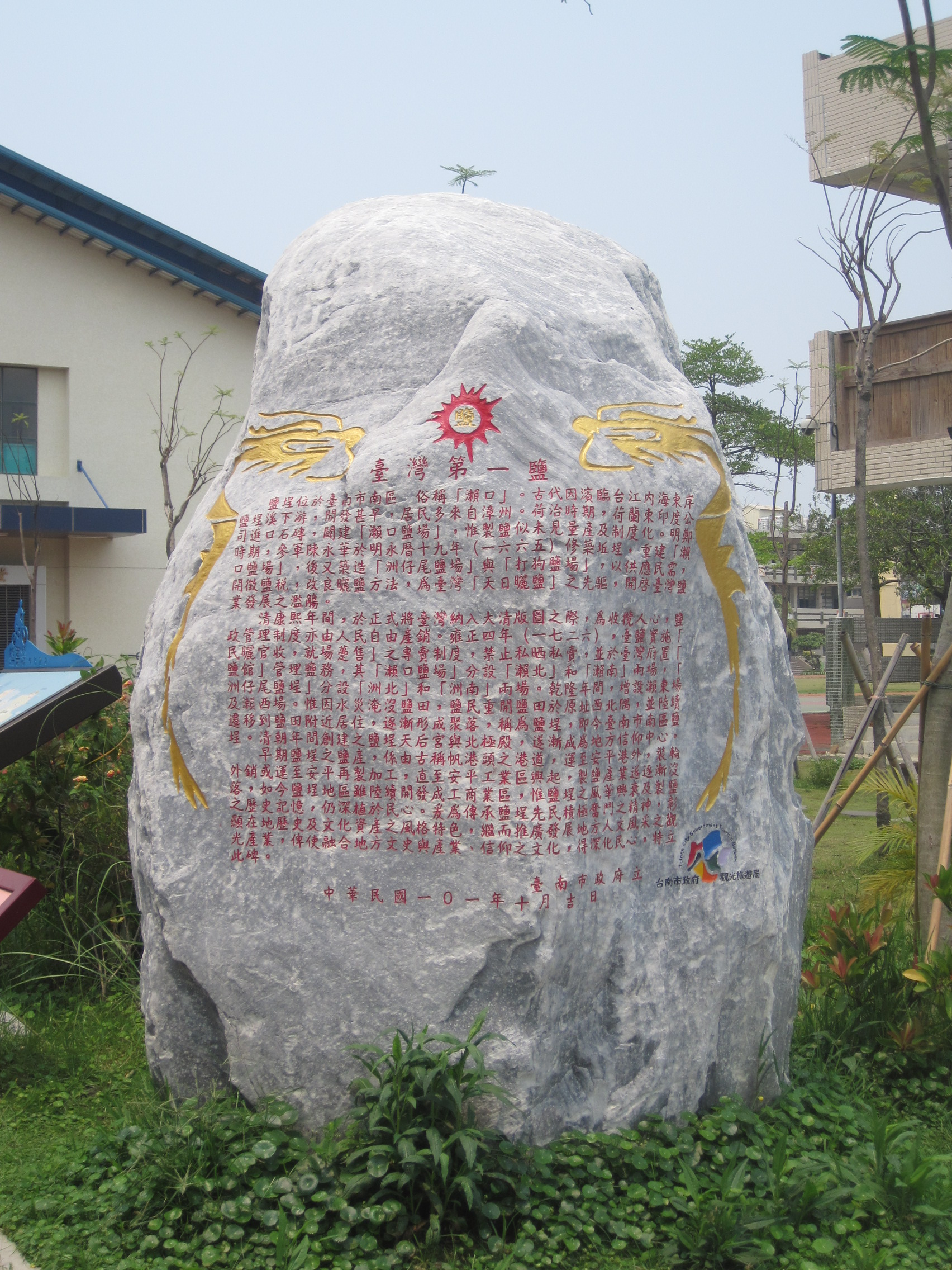
대만 최초의 염전인 라이커우 염점터에 세워진 "대만 제1염전"기념비의 모습.

대만에서의 소금 생산이 언제부터 시작되었는지는 알 수 없지만, 왕대연이 집필한 《도이지략》과 진제가 집필한 《동번기》에 따르면 대만하서통치시기(네덜란드 통치 시기) 이전 해안 지역의 사람들은 바닷물을 불에 끓여 소금을 얻거나 사슴가죽이나 녹용을 중국 본토 상인에 팔아 소금을 거래해서 얻었으며, 해안 지역에 살지 않는 사람들은 붉나무를 먹거나 짠 소금이 있는 샘물을 끓어서 소금을 얻었다고 기록되어 있다.
이후 네덜란드의 대만 통치 시기 네덜란드 동인도 회사가 1648년 5월 천일염 생산을 위한 결정지 건설을 위해 중국 본토에서 자갈 20만톤을 수입해 라이커우 염전을 건설했지만, 이곳에서 생산된 소금은 쓴맛이 강해 시장에서 잘 팔리지 않았고 네덜란드령 포르모사 통치 말기까지 대만에 필요한 소금은 현지인들이 직접 바닷물을 삶거나 중국 본토에서 수입해 사용했다. 1624년에서 1644년 사이에는 네덜란드 상공회의소는 수입 소금에 대해 약 10%의 세금만 부과하고 나머지 과정에는 개입하지 않는 자유무역이 이루어졌으나, 네덜란드가 호미룡사(Farvolong)를 완전 장악한 1644년부터는 소금 공급업자가 사실상 소금 판매를 독점하는 일종의 파흐트 체제가 굳어졌다.

## 명정 시기
1661년 정성공이 대만을 점령한 후 청나라의 해상 무역 금지 정책으로 정성공의 군대는 적극적으로 농지를 경작해야 했고, 남명 영력제 19년(1665년)에 대만의 진영화는 백성들에게 염전을 짓는 법을 가르치고, 네덜란드인이 사용했다 버린 라이커우 염전을 재건해 소금을 물에 담가 햇볕에 말리는 임로쇄염법을 개선했으며 이후 저우짜이웨이 염전(현 타이난시 융캉구)과 다거우 염전(현 가오슝시 옌청구 옌청좡)을 건설했다. 세 염전에는 총 2,744개의 격자로 주민들이 직접 생산하고 판매했으며, 정부는 염전 면적 1평방장당 7전의 '염정세'만 부과했으며 이는 1년에 약 3,480냥의 은 수입에 해당했다. 이 기간 대만의 염전은 주로 '임로식' 방법을 사용했는데 이는 나중에 사용하는 '쇄로식' 방법과는 그 공정이 달랐다. 진영화가 천일염 제조 기술을 도입한 1655년이 대만 천일염의 시초로 간주되며, 이후 2002년 5월 대만 내의 모든 천일염 염전이 폐쇄될 때까지 대만 내 생산된 소금의 대부분은 천일염이었다.

## 청나라 시기

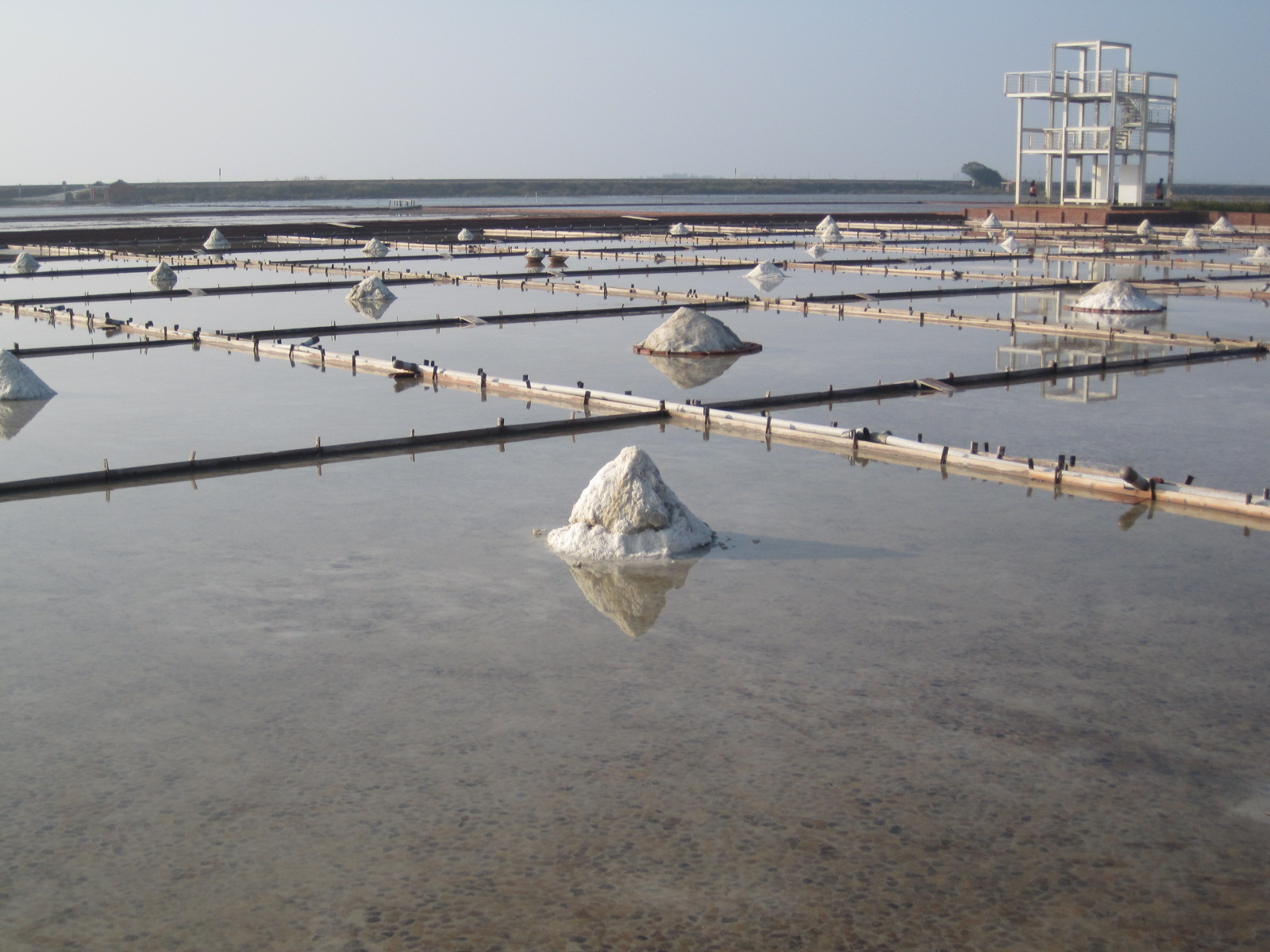
징짜이자오의 기와식 염전. 제3대 라이둥 염전이 있는 곳이다.

1683년 청나라가 대만을 점령한 이후 이듬해에는 공식적으로 대만이 청나라 영토로 편입되었다. 당시 대만에 있던 기존 3개 염전인 라이커우, 저우짜이웨이, 다거우 염전에서는 여전히 백성들이 자유롭게 소금을 생산하고 판매하고 있었지만 청나라가 명 시절 유민들을 대거 대만으로 이주시키면서 대만의 염전 수는 30% 감소했으며 1694년에 이르어서야 염전 세금이 30% 낮아지면서 대만의 염전 수는 명정 시기 말기 규모로 회복되었다. 청나라 초에는 인구 폭발로 소금 시장이 수요와 공급의 균형을 잃고 가격이 불안정해졌다. 옹정제 4년(1726년)이 되어서야 대만 내 소금 산업에서 전매제가 시행되어 개인이 소금을 사적으로 채취하는 행위를 금지한다고 발표했다.
소금 전매제가 실시된 이후 대만부 아래에 '염관'직이 설치되어 소금 업무를 담당하고 염전의 면적과 생산량을 통제했다. 염전 면적은 명정 시기 총 염전 수를 기준으로 했으며, "새것은 없애고 낡은 것은 고치며 원래의 격자를 유지하는 방식"을 채택했다. 생산량은 1인당 연간 소금 7.8 kg을 기준으로 산정했으며, 구매가격은 옹정제 4년 시기 시장가격을 기준으로 하여 오랫동안 변하지 않았다.
이후 대만의 인구는 점차 증가해 19세기 초 가경제 시기에는 178만명을 넘었지만 저우난창, 저우베이창, 라이베이창, 라이난창, 라이둥창, 라이시창 등 여러 염전이 있었지만 총 격자 갯수는 이때도 2,744개로 통제되었다. 시장 수요를 만족시키기 위해서는 단위당 생산량을 늘릴 수밖에 없었기 때문에 가경제 3년(1798년)부터는 대만의 소금 제조 방식이 '임로식'에서 '쇄로식'으로 바뀌기 시작했다. 새로운 생산 방식을 쓰는 염전은 수이추(증발지)와 추판(결정지)로 구성되었으며 이를 "쇄수식 염전"이나 "뇌구식 염전"으로도 불렀다. 도광제 4년(1823년)에는 대만부성의 소금 상인인 오상신이 저우난창 염전을 현재의 뇌구식 염전으로 개량하는 일을 맡으면서 구조를 단와정(결정지), 토정(소증발지), 수정(대증발지), 노항 총 4개 과정으로 변경해 대만에서 자주 발생하는 간헐적 뇌우로 인한 소금 손실량을 줄이고 생산량을 늘렸으며 이런 구조를 대만 내 다른 염전도 따라하기 시작했다. 하지만 소금 생산량이 크게 증가했음에도 수매가는 여전히 시장가의 수 배에 달하는 이전 기준을 계속 유지해 민간 판매 소금의 범람과 정부 수매 소금의 정체, 소금 건조를 중단한 일부 천일염 원전의 염전 방치로 염관의 소금은 심각한 부족 현상에 빠지기 시작했다.
동치제 7년(1868년)에는 재정적 필요로 소금 전매제를 "현장 전매제"와 "점포 전매제"로 변경했지만 제도의 비효율성으로 유명전이 타이베이에 염무총국을 설치한 후 광서제 12년(1886년)에는 "관소식 전매제"로 제도를 바꿨지만 관의 소금 매입가와 시장가와의 차이가 여전히 커서 민간 소금이 넘쳐나는 상황은 여전히 개선되지 않았다. 광서제 21년(1895년) 시모노세키 조약에 따라 대만을 일본이 점령했을 당시 대만에는 저우난창, 저우베이창, 라이베이창, 라이난창, 라이둥창 등 총 5개 염전이 있었으며 대만 내 총 염전 면적은 640갑에 달했다.

### 염전의 변화

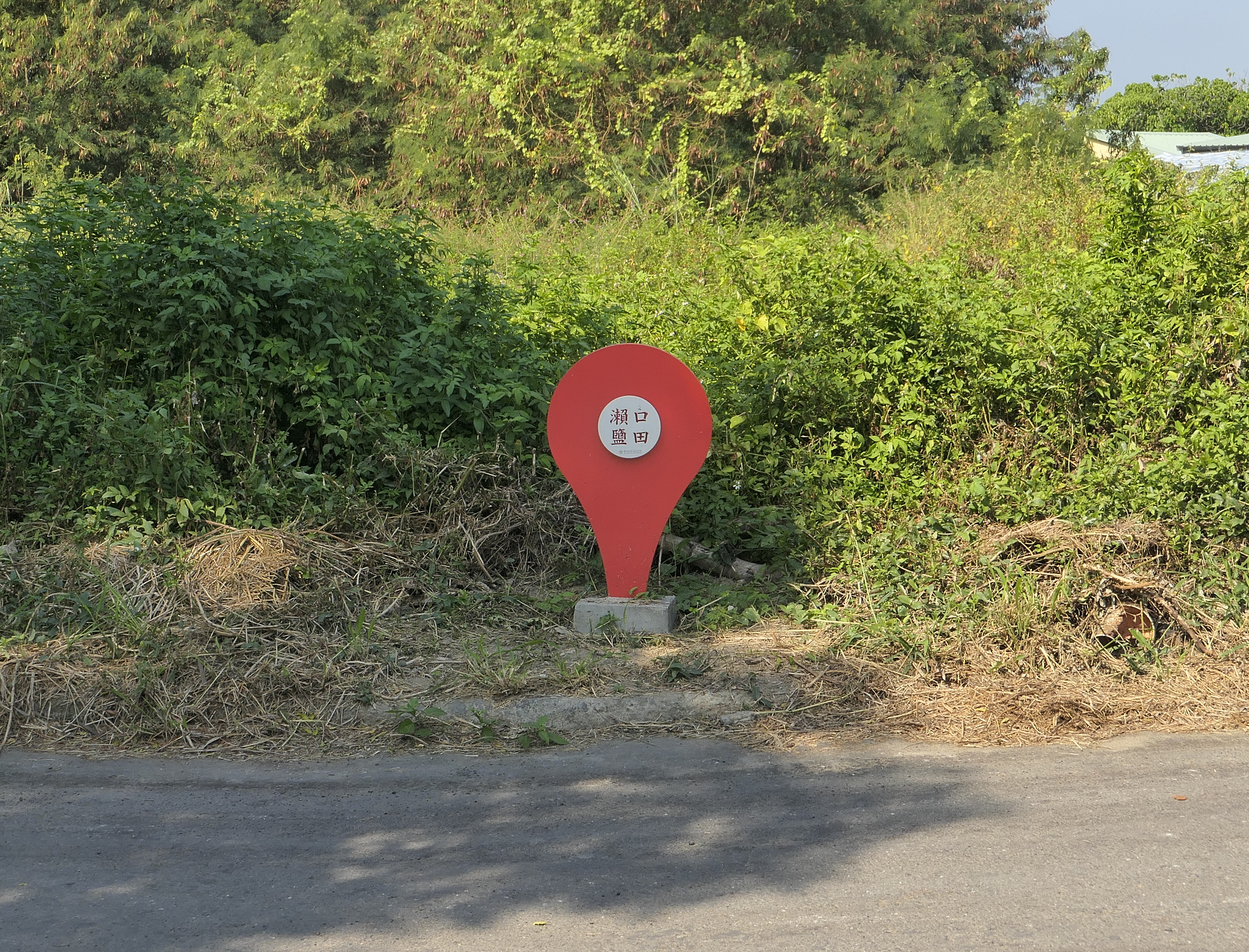
라이커우 염전 기념비의 모습.

대만청치시기 역사 기록에 따르면 대만에는 총 7개 염전이 있었는데, 폭풍해일의 영향이나 하천 물길의 변화 등으로 염전을 다른 곳으로 이전해야 하는 일도 있어 시대별로 같은 이름의 염전이 다른 곳에 있을 가능성도 많았다.
| 염전 이름  | 제1대 | 제2대 | 제3대 |
| 라이베이창 | (1665-1750년) 현재의 타이난시 난구 옌청과 시수 사이에 있었으며, 명정 시기에는 라이커우 염전으로 알려졌다. 청나라의 옹정제 4년(1726년)에 라이커우좡의 북쪽에 있다고 하여 라이베이창으로 이름이 바뀌었다. 1750년 홍수로 파괴되었다.                                                            | (1750-1971년) 현재의 타이난시 난구 바이쉐(리)와 광밍(리) 사이에 있으며 대만 역사상 가장 오랫동안 유지한 염전이다. 현재는 안핑 공업단지와 신싱 국가주택단지로 바뀌었다. | |
| 라이난창   | (1670-1735년) 가오슝시 옌청구 옌청좡에 있었으며, 명정 시기에는 다거우 염전으로 알려졌다. 청나라의 옹정제 4년(1726년)에 라이난창으로 이름이 바뀌었다. 1735년 홍수로 파괴되었다. | (1735-1914년) 현재의 가오슝시 옌청구 옌청푸에 있었으며, 대만일치시기 가오슝항 건설로 염전이 버려졌다.                                                                  | |
| 라이둥창   | (1756-1800년) 가오슝시 샤오강구 다린푸에 있었으며, 1800년 홍수로 파괴되었다. | (1800-1818년) 타이난현 자리진 룽안리 서쪽에 있었으며 1818년 홍수로 파괴되었다.                                                                                         | (1818-2000년) 타이난현 베이먼향 융화춘에 있었으며 중화민국 시기에도 계속 소금 생산을 해 대만에서 가장 오랫동안 남아있던 염전 중 하나로 기록되었다. |
| 라이시창   | (1756-1858년) 현 가오슝시 미퉈구 옌청리(정염정), 광허춘(하염정), 궈강, 샤랴오 일대에 있었으며 2대 라이난창 염전부들이 제염하던 곳이었다. 공식 명칭은 라이시창이지만 미퉈향 미서우궁에 있는 간판에는 '라이난창'이라 적혀 있어 라이난창 염전과 혼동하는 경우도 있다. 1858년 홍수로 파괴되었다. | | |
| 저우베이창 | (1666-1758년) 현재의 타이난시 융캉구 냐오쑹리에 있었으며 명정 시기에는 저우짜이웨이 염전이라고 불렀다. 청나라 옹정제 4년(1726년)에 저우베이창으로 이름을 바꾸면서 신강천(현재의 옌수이강)과 경계를 맞닿게 되었다. 1758년 홍수로 파괴되었다.                                                  | (1758-1845년) 타이난현 치구향 다랴오와 푸딩 지역에 있었으며 1845년 홍수로 파괴되었다.                                                                                  | (1848-2000년) 현재의 타이난시 베이먼구 베이먼리(주청춘)에 있다.                                                                                    |
| 저우난창   | (1666-1788년) 현재의 타이난시 융캉구 옌저우리에 있었으며 명정 시기에는 저우짜이웨이 염전에 속했다. 청나라 옹정제 4년(1736년)에 소금전매제가 실시되면서 염전 남쪽이 신강천(현재의 옌수이강)과 경계를 구분지으면서 옌수이강 남쪽의 염전은 저우난창으로 독립했다. 1788년 홍수로 파괴되었다.     | (1788-1823년) 현재의 타이난형 치구향 남쪽의 옌청디, 딩칸핑, 샤칸핑, 스이펀 일대에 있었다.                                                                              | (1824-2001년) 현재의 자이현 부다이진 신춰 서쪽에 있었다.                                                                                           |
| 다톈창     | (1784-1786년) 현재의 자이현 부다이진에 있었으며 이상문 사건으로 파괴되어 다시는 복구되지 않았다. | | |

## 대만일치시기

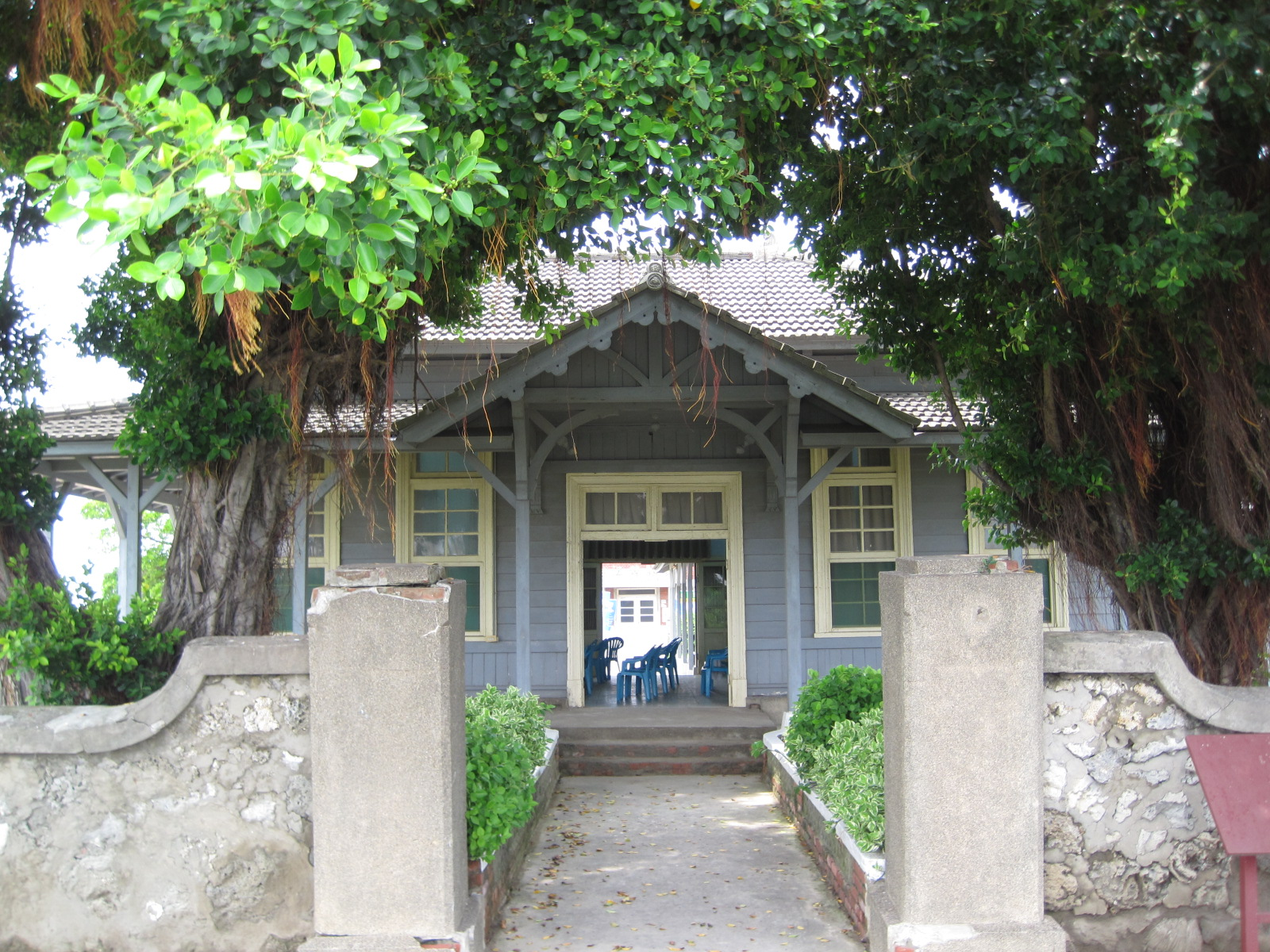
대만일치시기 현재의 타이난시 안난구에 설립되었던 안순 염분실의 모습.

1895년 6월 일본이 대만을 통치하기 시작했는데, 처음 대만총독부는 전매제가 비리가 발생하기 쉽다고 생각해 그 해 7월에 소금 전매제를 폐지했다. 하지만 이 변화가 너무 갑작스러워 대만의 원래 소금 판매체계가 순식간에 붕괴되어 소금 판매가 막히기 시작했고, 기존에 소금을 제조하던 사람들은 다른 무역업으로 전환해 대부분의 염전이 버려졌다. 당시 염전 면적은 일치 초기 640갑에서 203갑으로 급격하게 줄어들었고 대만 현지 생산량 중 부족분은 일본과 중국 본토에서 수입해야 했다. 메이지 32년(1899년) 4월이 되어서야 대만총독부는 고현영의 제안을 받아들여 "대만 식염 전매제칙"을 공포하고 전매제를 부활시켰다. 전매제가 재개된 지 2년 후인 1901년 대만의 염전 규모는 청치 시기로 회복했고 일본에 소금을 다시 수출하기 시작했다.
메이지 35년(1902년) 대만총독부는 '전매국'을 설치해 각종 전매제 물품의 업무를 관리했으며, 일본에 공업용 소금을 수출하기 위해 총독부는 2단계의 염전확대계획에 착수해 자본가에게 염전 건설 투자를 유도하여 대만의 염전 면적을 10년만에 1,685갑으로 늘렸고, 소금 생산량은 다이쇼 3년(1914년) 들어 10만톤을 돌파하고 2년 후에는 17만톤을 기록하고 이 중 10만톤을 수출했다. 이 기간 대만의 소금 생산은 '업주자쇄'(일본에서 '자작'염농이라고 함)와 '전호복쇄'(일본에서 '소작'염농이라고 함)과 같은 전통적인 가정 운영 염전 이외에도 회사가 소유한 법인염전 형태도 존재했다. 업주자쇄는 계약서에 명시된 지분에 따라 수확량을 제조자와 계약자가 서로 분배하는 방식이지만, 전호복쇄는 토지 면적에 따라서만 임대료가 결정되고 생산량에 따라 임대료가 바뀌지 않으며, 기업이 소유한 염전은 대부분 소작인에게 염전을 다시 임대하는 '분익상쇄제'(공유경작제도) 방식을 채택하고 있다.

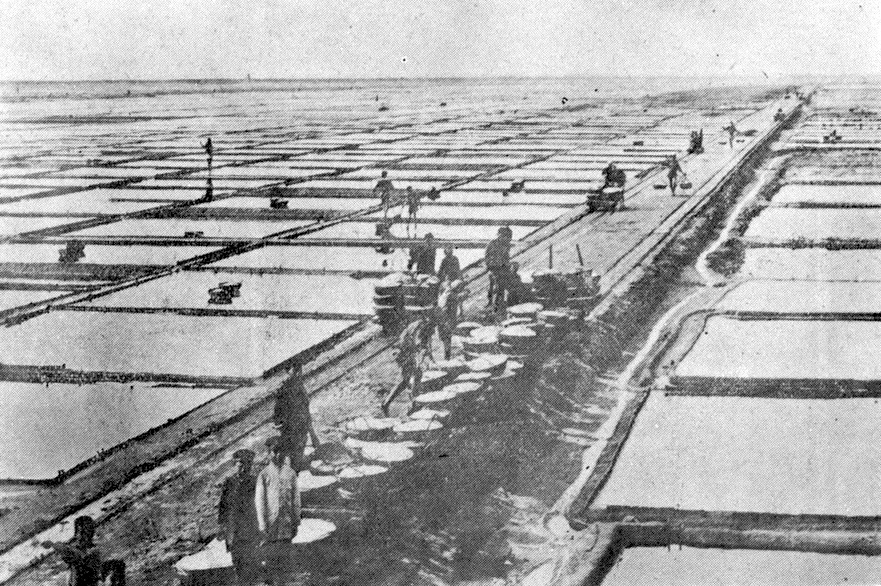
1934년경 촬영된 대만의 전매제식 염전 모습.

제1차 세계 대전으로 일본 산업이 발전하면서 산업용 소금의 수요가 증가하며 대만총독부의 전매국은 대만에 새로운 유형의 소금 산업 방식을 도입하기로 결정해 다이쇼 8년(1919년) 7월 "대만제염주식회사"를 설립해 전오염의 생산을 담당했으며 대일본염업주식회사가 일본에 소금을 수출하는 사업을 담당했다. 1930년대에는 일본에 화학산업이 부상하면서 산업용 소금의 수요가 더욱 늘어남에 따라 전매국은 쇼와 11년(1936년)에 45만톤의 산업용 소금 생산을 목표로 새로운 염전 건설을 위한 4개년계획을 세우고 소금산업 진흥을 목표로 세웠다. 동시에 1937년에는 식용 소금(식염)은 세척염과 전오염만 사용할 수 있으며 일반 천일염은 공업용으로만 사용할 수 있다고 규정했다. 또한 쇼와 10년(1935년) 시정40주년 기념 대만박람회가 열렸을 때 소금은 대만총독부가 주시했던 사업이었어서 전시회 한 자리에 소금 산업도 차지했으며, 다양한 소금 제품 전시와 천일염전의 개념, 소금 생산 조건, 끓어서 만드는 소금 공장 등의 개념을 소개하는 염전 모형 등이 있었다.
쇼와 13년(1938년) 6월에는 남일본염업주식회사가 설립되었고, 같은 해 11월에는 자이 부다이, 타이난 치구, 가오슝 우수린에 총 6천갑 규모의 공업용 염전 건설을 허가했다. 1942년 일본종연조달주식회사는 대만에 종연조달회사를 설립하고 타이난 안순에 공장을 세운 후 이듬해 염전을 개발하여 원료를 공급하기 시작했다. 당시 대만에는 6,830갑의 염전이 있었으며 생산 능력은 53만톤에 달했다. 또한 대만총독부는 원래 치구에서 알칼리 및 염소 공업단지를 개발할 계획이었으나 태평양 전쟁 발발로 이는 무산되었다. 한편 쇼와 16년(1941년)부터 대만총독부의 염업일원화정책에 따라 일본은 개인 규모의 소규모 염전과 다른 소기업이 운영하던 염전을 강제로 합병하기 시작했고 결국 대만의 염전은 일본이 투자한 대만염업, 남일본염업, 종연조달 등 3개 회사가 독점하게 되었다.

## 민국 시기

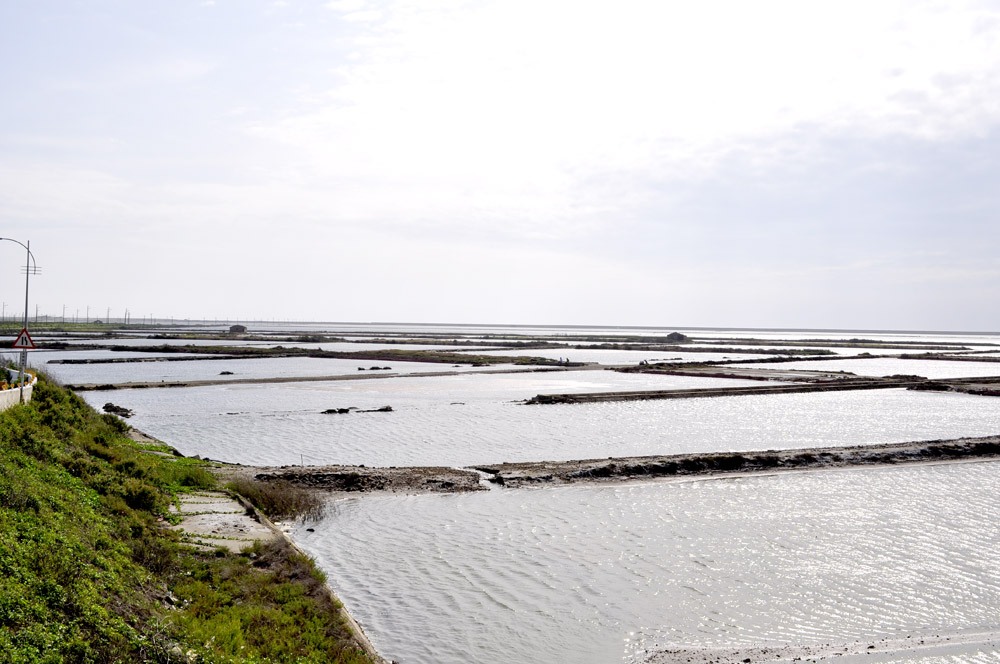
중화민국 시기에 유일하게 새로 개업한 염전인 치구염전의 부채꼴 모양 소금밭의 모습.

1947년 1월 대만성 행정장관공서는 대만 내 일본인의 모든 자산을 압류하고 타이난염업공사를 설립해 전매제를 계속 이어갔다. 몇 차례의 조직 개편과 변경을 거쳐 1952년에는 대만제염총창이 대만제염과 남일본염업의 모든 염전을 인수하고 루강, 부다이, 베이먼, 치구, 타이난, 가오슝 6개 염전을 설립했다. 종연조달회사의 4개 염전은 염업공사가 인수해 대만의 제염업은 국유화 시대에 접어들었다. 또한 전후에도 일본은 여전히 대만 소금 수요가 있었기 때문에 전 대만성 염무국은 1950년 3월 24일 일본무역회와 총 36만톤에 달하는 대만 소금의 일본판매종합계약을 체결했다.:309 한국전쟁 직후인 1951년과 1953년에 각각 시행된 경지 375감조조별(37.5% 정책)과 경자유기전 정책은 염전 경작민에게도 큰 영향을 미쳤는데, "경작하는 농민 자신이 밭을 가진다"라는 슬로건에 따라 농민과 마찬가지로 염전에서도 자신만의 염전소유를 요구했으나, 정부는 농지와 염전은 서로 다르다고 생각하고 제염업을 일종의 '집단산업'으로 간주하여 결국 염전(鹽田)이라는 용어를 염탄(鹽灘)으로, 염민(鹽民)이라는 단어를 염공(鹽工)으로 바꿨다. 동시에 미국의 원조금을 가지고 제염업에 투자해 소금농가의 생계를 개선하고 제염업 관련 시설을 건설하고 개선했다. 예를 들어 1952년 미국의 원조금을 통해 염전의 철도운송망을 개선해 염전과 직접 연결했으며, 1954년에는 대만설탕공사 및 대만철도공사 소속 철로와 연결하여 새롭게 복잡한 철도 체계를 통해 소금을 운송하기 시작했다.
제2차 세계 대전 이후 1980년대까지 루강과 타이난의 소규모 염전은 폐쇄되었지만 대만의 전체적인 염전 면적과 전반적인 생산량 추세는 상승세였다. 1962년에 처음으로 대만의 소금 생산량이 대만일치시기를 넘어섰고, 이듬해에는 총 생산량이 56만톤을 달성해 국내 수요를 훨씬 넘어서고 해외로 대량 수출되었다. 가장 중요한 소금 수출국은 일본이었는데 1953-1966년에는 연평균 20만톤의 소금을 수출했으나 1967년 대만의 점진적인 산업화로 천일염 수출이 중단되고 전량 대만 내수용으로 공급되기 시작했다.
1980년 대만 내 염전 면적과 생산량은 정점에 도달했지만 당시 생산량으로는 대만 공업용 소금 수요의 30% 정도만 공급할 수 있었다. 또한 이 때 대만 소금은 외국 소금의 "고품질 저가격"의 도전도 받아 당시 염전의 기계화에 맞춰 기존의 '얕은 염전, 얕은 저장소'에서 '깊은 염전, 두꺼운 저장소'로 변경하는 등 염전 구조를 바꾸기 시작했다. 구체적으로는 1979년 부다이 제3산업지대에 새로운 염전을 건설하고 1984년에는 프랑스의 회사 미디와 협력해 이듬해에는 소금수집기를 도입했으며 그 이듬해에는 회사의 수집기에 맞는 궤도트럭을 도입했다. 하지만 이전에 대만소금공사에서 개발했던 수입제 트럭과 컨베이어 벨트는 대만의 염전 환경에 적용하기 힘들었다. 1989년이 되어서야 치구염전의 직원이었던 린윈딩이 10톤 용량의 고가 크롤러 트럭을 설계했다. 처음에는 진지하게 받아들이지 않았지만 테스트와 수정 끝에 제작된 수집 트럭은 기존의 소금수집기와 호환이 잘 되었으며 효율성이 개선되었고 소금 수집 비용을 대당 72위안에서 37위안으로 절감하는 등의 여러 효과가 밝혀져 당시 대만총경리였던 위광화가 이 기계를 '윈딩호'로 붙이고 공식적으로 채택했다.
하지만 대만의 기후 문제로 생산비용을 줄이고 경쟁력을 높이러는 여러 대만 제염업의 시도가 실패로 돌아갔고, 2002년 5월부로 대만의 모든 염전이 폐쇄되면서 대만의 338년 소금 역사는 종지부를 고했다. 같은 해 11월에는 회사 내 모든 정부 지분이 매각되고 대만소금공사는 민간기업으로 전환되어 동시에 소금 전매제도 폐지되었다. 대만 내 소금 생산이 중단된 후 모든 소금은 해외에서 수입되고 있으며, 식용 소금은 대만 먀오리현 퉁샤오진에 있는 퉁샤오 소금정제공장(1975년 건설)에서 여전히 소금을 정제하는 방식으로 공급하고 있다.

## 같이 보기
- 소금의 역사
- 대만의 경제사